# Acraea intermediana
Acraea intermediana är en fjärilsart som beskrevs av Embrik Strand 1911. Acraea intermediana ingår i släktet Acraea och familjen praktfjärilar. Inga underarter finns listade i Catalogue of Life.